# Livingston (Carolina del Sur)
Livingston es un pueblo ubicado en el condado de Orangeburg, Carolina del Sur, Estados Unidos. Tiene una población estimada, a mediados de 2021, de 130 habitantes.

## Geografía
La localidad está ubicada en las coordenadas 33°33′11″N 81°7′10″O / 33.55306, -81.11944 (33.553119, -81.119545). Según la Oficina del Censo, el pueblo tiene un área total de 2.04 km², correspondientes en su totalidad a tierra firme.

### Localidades adyacentes
El siguiente diagrama muestra a las localidades en un radio de 16 kilómetros (9,9 mi) de Livingston.

## Demografía
En el 2000, los ingresos medios de los hogares eran de $31,250 y los ingresos medios de las familias eran de $39,167. Los ingresos per cápita para la localidad eran de $13,751. Los hombres tenían ingresos per cápita de $28,000 contra los $16,250 que percibían las mujeres. Alrededor del 5.6% de la población estaba bajo el umbral de pobreza nacional.
Según la estimación 2016-2020 de la Oficina del Censo, los ingresos medios de los hogares son de $39,286 y los ingresos promedio de las familias son de $53,125. Alrededor del 9.3% de la población está bajo el umbral de pobreza nacional.